# بازی‌های پان عرب
بازی‌های پان عرب (عربی: الألعاب العربية؛ انگلیسی: Pan Arab Games) یک رویداد چند ورزشی منطقه‌ای است که بین کشورهای جهان عرب برگزار می‌شود. اولین بازیها در سال ۱۹۵۳ در اسکندریه مصر برگزار شد. قرار بود این رویداد هر چهار سال یکبار برگزار شود، اما ناآرامی‌های سیاسی و مشکلات مالی این رویداد را به یک رویداد ناپایدار تبدیل کرده‌است.